# Sphaerostephanos veitchii
Sphaerostephanos veitchii är en kärrbräkenväxtart som beskrevs av Holtt. Sphaerostephanos veitchii ingår i släktet Sphaerostephanos och familjen Thelypteridaceae. Inga underarter finns listade.